# Tribu de Benjamin
Pour les articles homonymes, voir Benjamin.

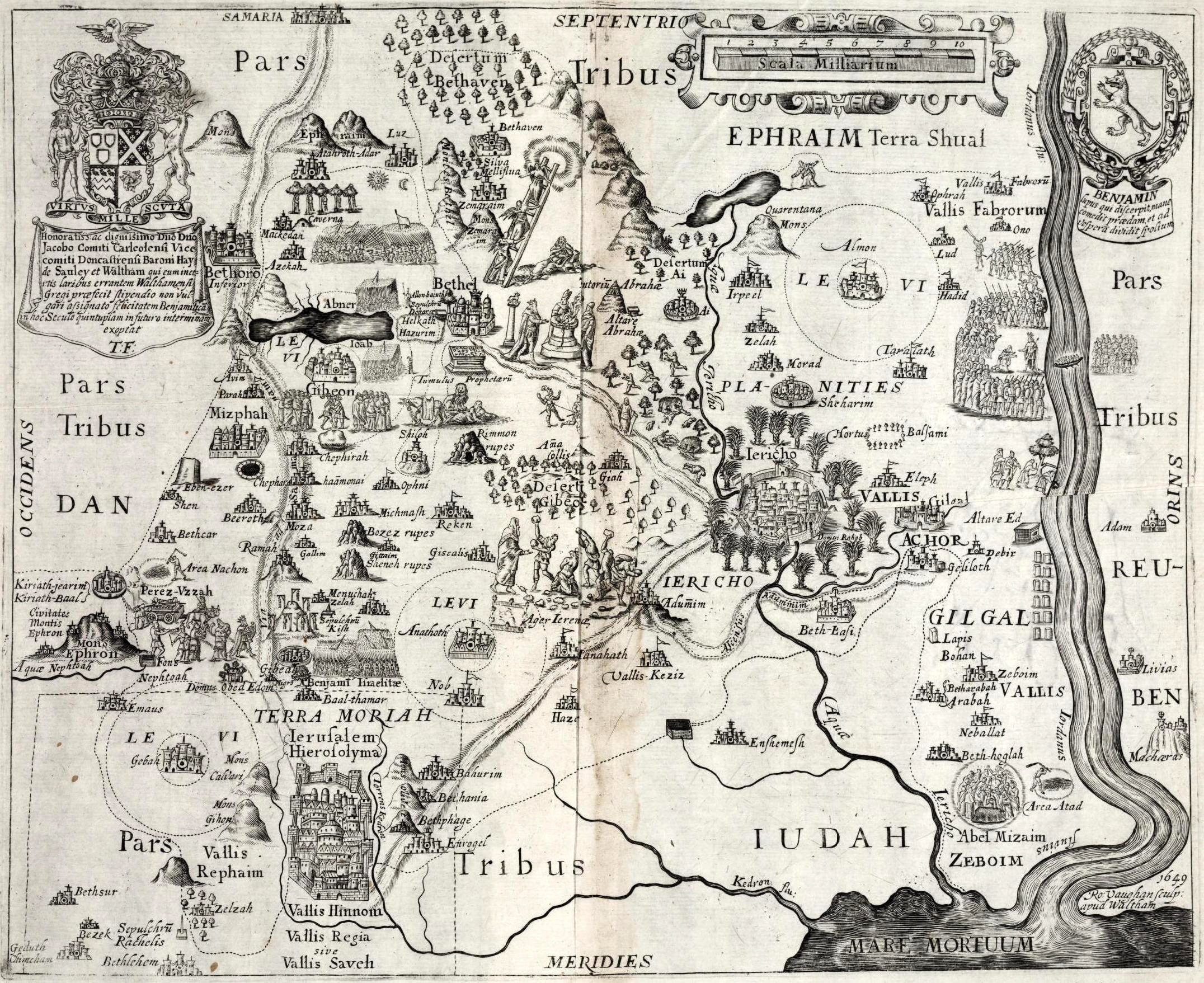
Territoire de la tribu de Benjamin (au centre), carte de 1649

La tribu de Benjamin est une des douze tribus d'Israël. Son nom vient de Benjamin (Binyamin), le 12e fils d'Israël-Jacob.
C'est notamment de cette tribu qu'est issu Saül, premier roi d'Israël, auquel succèdera le roi David et, bien plus tard de Paul de Tarse.

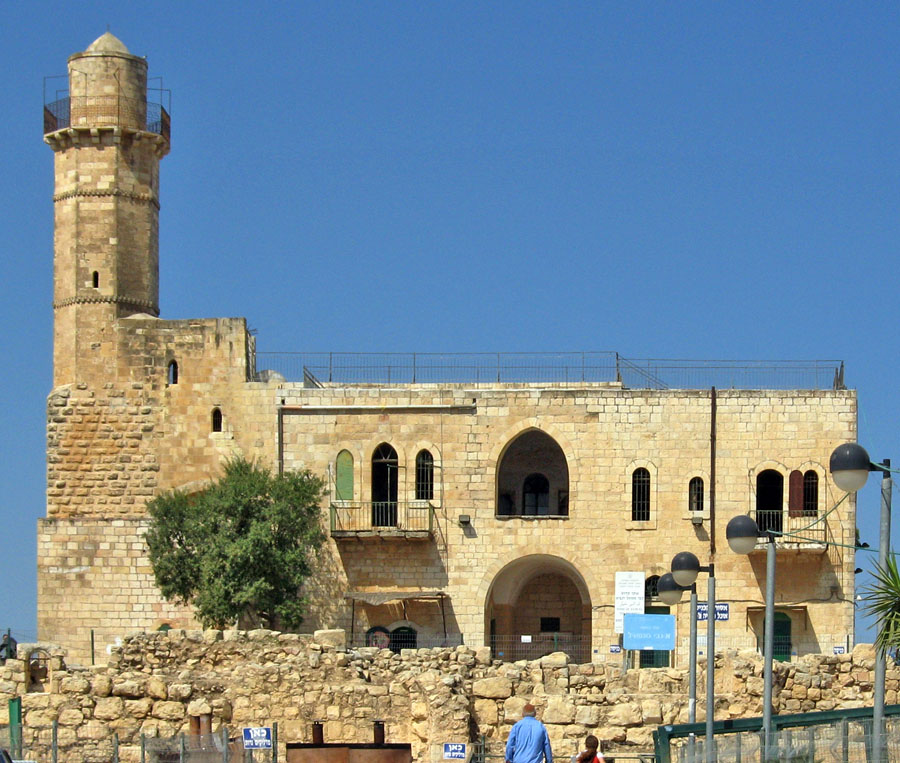
tombe du prophète Samuel au nord-ouest de Jérusalem

Le territoire de cette tribu est situé entre la Tribu d'Éphraïm au Nord, la Tribu de Juda au Sud, la Tribu de Dan à l'Ouest, et le Jourdain à l'Est. Ses villes principales étaient Jérusalem, Jéricho, Béthel et Gibeon.
C'est également là, à Ramah, qu'est né le prophète et dernier juge Samuel, après avoir grandi à Shilo, il a vécu à Ramah (1 Samuel 7:17) et c'est là que se trouve sa tombe (1 Samuel 25:1).
Par la suite, la tribu de Benjamin fait partie des tribus qui constituent le royaume de Juda après le schisme avec les tribus du nord. 
Avidane est le Prince de la tribu de Benjamin.

## Effectifs de la tribu de Benjamin
Deux ans après la sortie d'Égypte, Moïse effectue un premier recensement et les descendants de Benjamin sont au nombre de 35 400. Les descendants de Benjamin forment une armée de 35 400 hommes.
Après la révolte de Coré, Dathan et Abiron, Moïse effectue un second recensement et les descendants de Benjamin sont au nombre de 45 600.
L'archéologue Donald Bruce Redford estime que les nombres donnés dans la Bible sont peu crédibles dans la mesure où ils sont trop grands.

## Territoire de la tribu de Benjamin
La frontière du territoire de Benjamin est décrite dans le Livre de Josué.
- La frontière avec le Jourdain : Elle part de l'extrémité sud du Jourdain sur la mer de Sel et le longe jusqu'à la hauteur de la ville de Jéricho.
- La frontière avec le territoire de la tribu d'Éphraïm : Elle part du Jourdain, monte sur le flanc nord de la ville de Jéricho, gravit la région montagneuse à l'ouest et aboutit au désert de Beth-Avèn. Elle arrive à Luz qui est aujourd'hui Béthel, passe à Astaroth-Addar et descend vers la montagne au sud de beït-Horon-le-Bas (ville lévitique appartenant à la tribu d'Éphraïm et attribuée aux Qehathites).
- La frontière avec le territoire de la tribu de Dan : Elle part du sud de la montagne située en face de la ville de Beït-Horon (ville lévitique appartenant à la tribu d'Éphraïm et attribuée aux Qehathites) et se dirige vers le sud jusqu'à la ville de Kiryat-Yéarim (ville appartenant à la tribu de Juda).
- La frontière avec le territoire de la tribu de Juda : Elle part de la ville de Kiryat-Yéarim (ville appartenant à la tribu de Juda) et va jusqu'à la source de Nephtoah. Elle suit la vallée de Hinnom (située au nord de la basse plaine de Rephaïm et où se pratiquent des sacrifices humains[6] pour le culte du dieu Moloch[7]) le long de la pente du Jébousite et jusqu'à la ville d'En-rogel. Elle poursuit vers le nord en passant par Aïn-Sémès, Guelitoth (en face de la montée d'Adoummim) et la pierre de Bohân le fils de Ruben, longe la pente nord de Beth-Araba puis la pente nord de Beth-Hogla pour finir à la mer de Sel à l'extrémité sud du Jourdain.

Les villes suivantes sont attribuées à la tribu de Benjamin : Jéricho, Beth-Hogla, Émeq-Qetsits, Beth-Araba, Tsemarraïm, Béthel, Avvim, Para, Ophra (en), Kephra-Ammoni, Ophni, Guéba (en), Gibeon, Ramah, Bééroth, Mitspah, Kephira, Motza, Réquem, Yirpeël, Tarala, Tséla (où sont enterrés Saül, son père Qish et son fils Jonathan), Ha-Éleph, Yebousi qui est aujourd'hui Jérusalem, Guibéa (en), Qiriath. 
Quatre de leurs villes deviennent des villes lévitiques attribuées aux Aaronites : Gibeon (célèbre pour la légende du soleil arrêtée par Josué), Guéba (en), Anathoth et Almôn.
Pour Kenneth Anderson Kitchen, ces listes ne sont pas fiables.

## Membres de la tribu de Benjamin
- Abidân, le fils de Guidéoni, est un chef de la tribu de Benjamin lors de l'Exode hors d'Égypte[12],[13],[14],[15].
- Palti, le fils de Raphou, est envoyé en éclaireur au pays de Canaan avant sa conquête[16].
- Élidad, le fils de Kislôn, est un chef de la tribu de Benjamin lors du partage du pays de Canaan[17].
- Ehud, le fils de Guéra, est un juge d'Israël qui appartient à la tribu de Benjamin[18].
- Saül, le fils de Qish, est un roi d'Israël qui appartient à la tribu de Benjamin[19].
- Jonathan, le fils du roi d'Israël Saül, appartient à la tribu de Benjamin[20].
- Ish-boshet, le fils du roi d'Israël Saül et devenu lui aussi roi d'Israël, appartient à la tribu de Benjamin[21].
- Abner, le fils de Ner et le chef de l'armée du roi d'Israël Saül, appartient à la tribu de Benjamin[22].
- Abiézer, d'Anathoth (ville appartenant à la tribu de Benjamin et attribuée comme ville lévitique aux Aaronites[23]), un des hommes forts de David (en)[24],[25] et le chef d'une division de 24 000 hommes[26], appartient à la tribu de Benjamin.
- Ittaï, le fils de Ribaï de Guibéa (en) (ville appartenant à la tribu de Benjamin[27]), est un des hommes forts de David[28],[29] et appartient à la tribu de Benjamin.
- Naharaï, de Bééroth (ville appartenant à la tribu de Benjamin[30]), le porteur d'armes de Joab le fils de Tserouïa (en) sœur du roi d'Israël David et un des hommes forts de David[31],[32], appartient à la tribu de Benjamin.
- Esther, la fille d'Abigaïl et l'héroïne du Livre d'Esther, appartient à la tribu de Benjamin[33].
- Jaïr, le père de Mardochée et l'oncle d'Esther, appartient à la tribu de Benjamin[33].
- Mardochée, le fils de Jaïr et le cousin d'Esther, appartient à la tribu de Benjamin[33].
- Paul de Tarse, l'apôtre des gentils, appartient à la tribu de Benjamin[34],[35].

## Symboles de la tribu de Benjamin
Son symbole est un loup. La pierre précieuse associée à Benjamin sur le pectoral du grand prêtre est le jaspe (Exode 28:20).

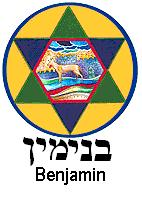
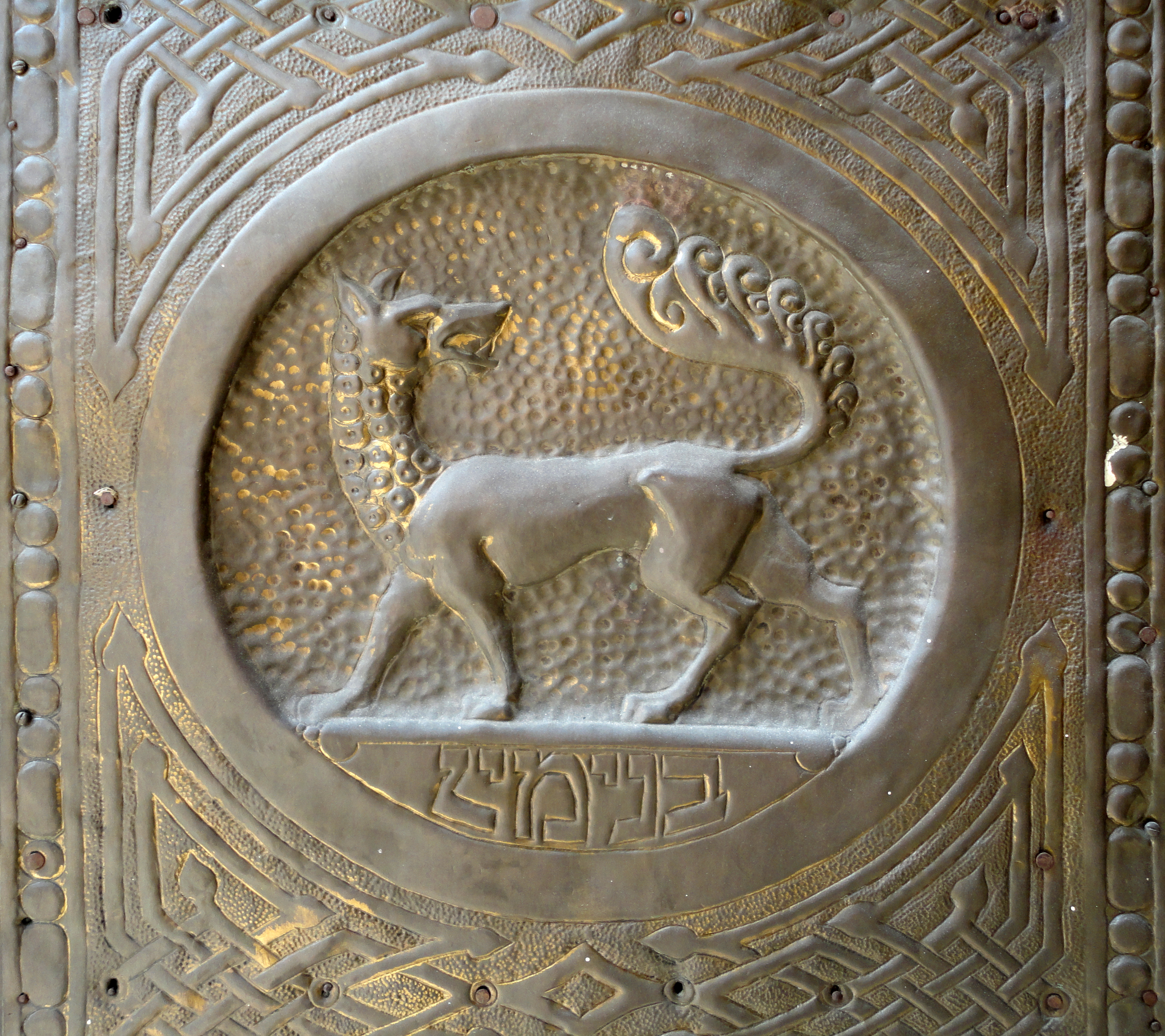
loup
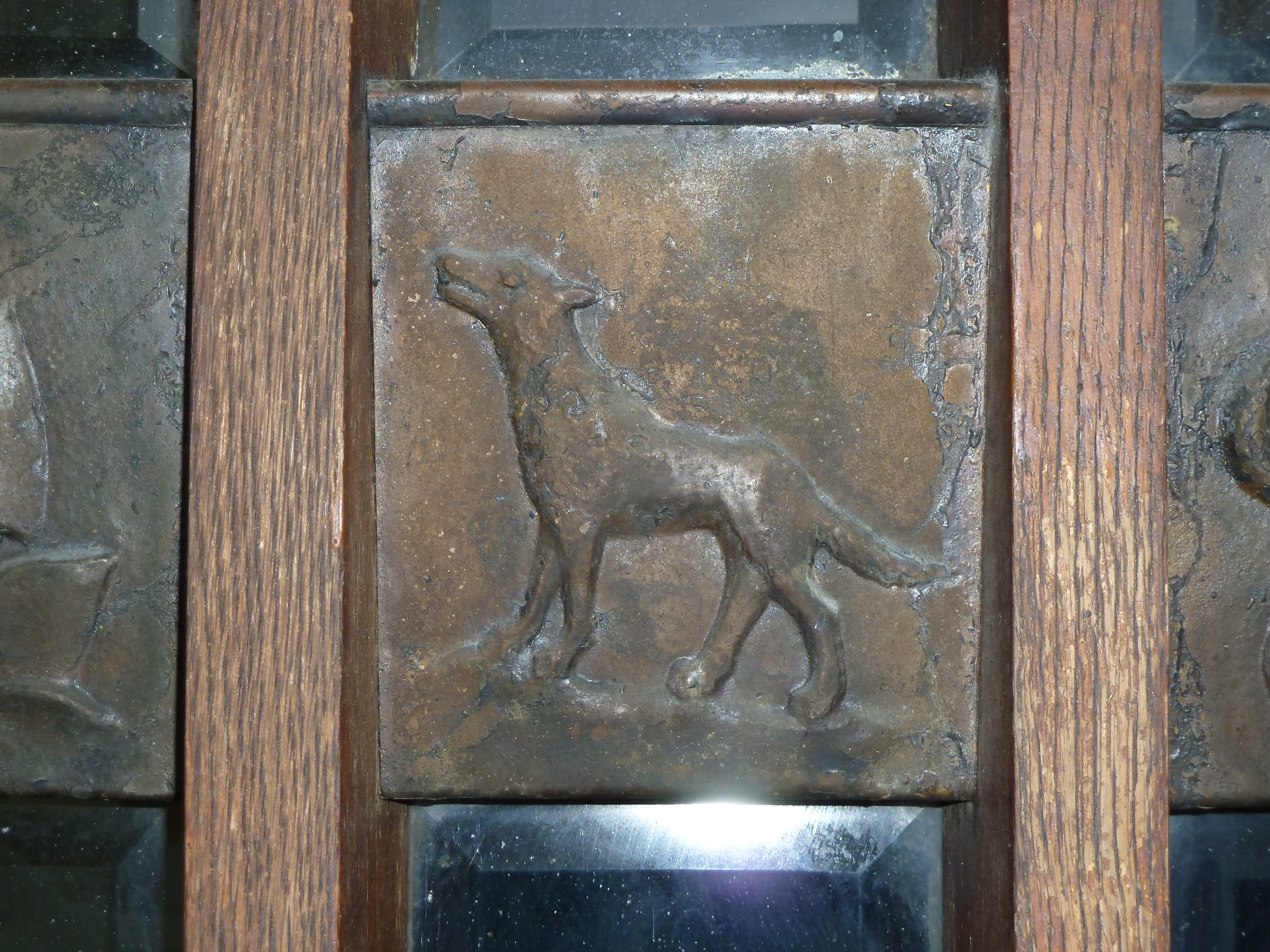
loup
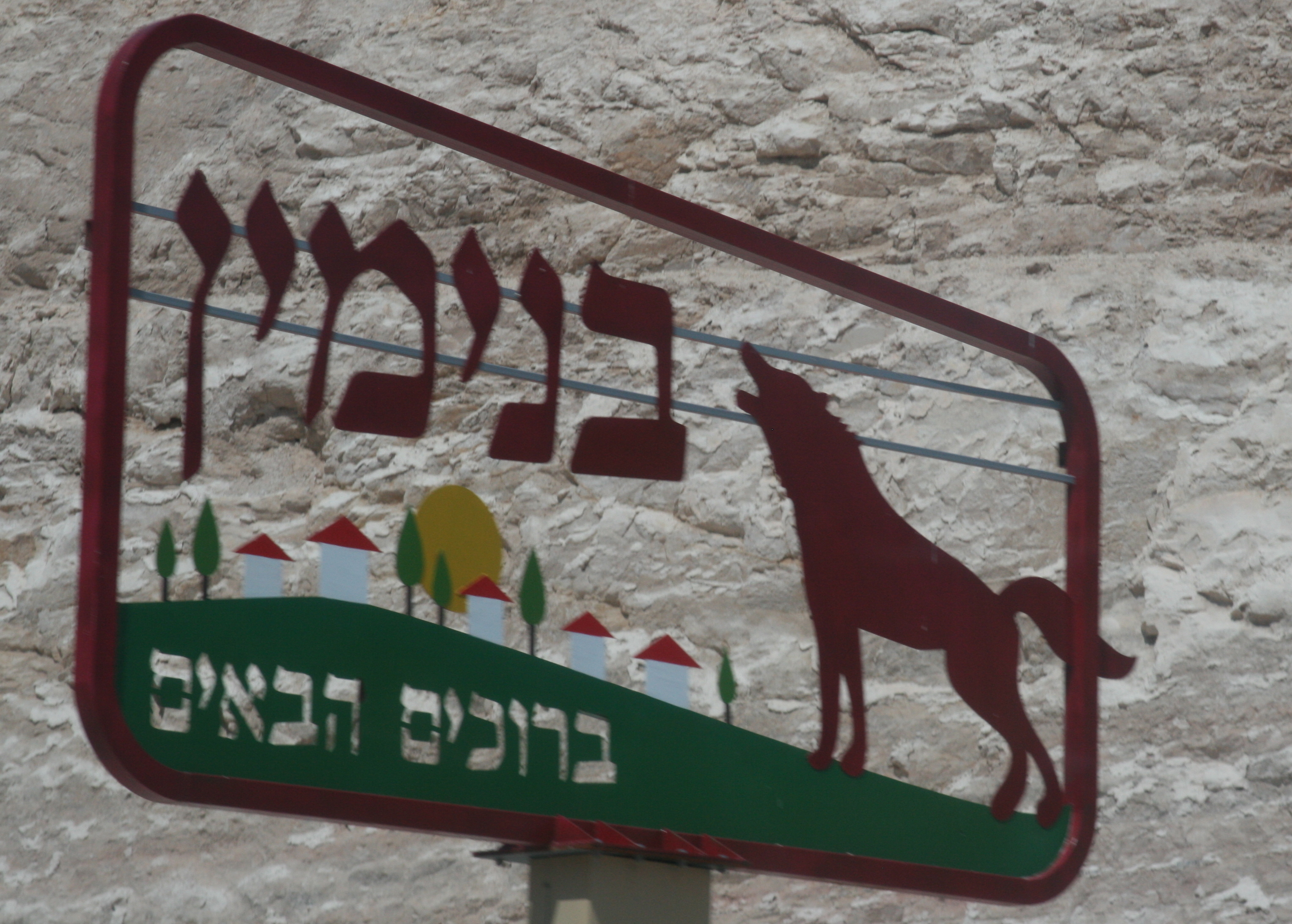
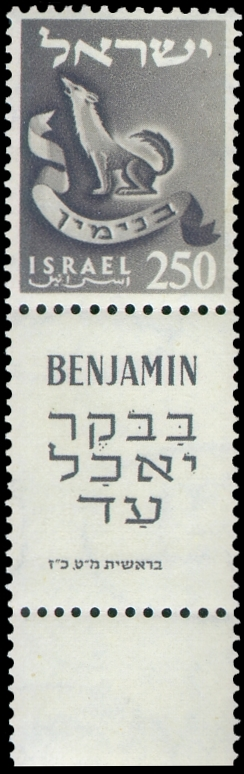

## Source
Cet article comprend des extraits du Dictionnaire Bouillet. Il est possible de supprimer cette indication, si le texte reflète le savoir actuel sur ce thème, si les sources sont citées, s'il satisfait aux exigences linguistiques actuelles et s'il ne contient pas de propos qui vont à l'encontre des règles de neutralité de Wikipédia.